# Xã Center, Michigan
Xã Center (tiếng Anh: Center Township) là một xã thuộc quận Emmet, tiểu bang Michigan, Hoa Kỳ. Năm 2010, dân số của xã này là 568 người.